# Krzysztof Michałek (dyrygent)
Krzysztof Michałek (ur. 24 maja 1984 w Wojniczu) – polski organista i dyrygent, kierownik Katedry Muzyki Kościelnej w latach 2020-2024, od 2024 prodziekan Wydziału Twórczości, Interpretacji i Edukacji Muzycznej Akademii Muzycznej w Krakowie.

## Życiorys

### Wykształcenie i działalność naukowa
Uczęszczał do IV Liceum Ogólnokształcącego w Tarnowie, a równocześnie ze szkołą średnią rozpoczął naukę w Diecezjalnym Studium Organistowskim w Tarnowie. W 2003 roku rozpoczął studia na Akademii Muzycznej w Krakowie, które ukończył z wyróżnieniem w 2008 roku w trzech specjalnościach: dyrygentura chóralna w klasie profesora Stanisława Krawczyńskiego, muzyka kościelna w klasie organów Marka Wolaka oraz nauczanie przedmiotów teoretycznych. W latach 2008–2010 kształcił się podyplomowo na Akademii Muzycznej im. Karola Szymanowskiego w Katowicach w klasie organów i improwizacji organowej pod przewodnictwem profesora Juliana Gembalskiego. W latach 2009–2017 był nauczycielem w Archidiecezjalnej Szkole Muzycznej w Krakowie. W 2012 obronił doktorat, którego temat brzmiał: Idea Miłosierdzia Bożego w muzyce wokalnej i wokalno-instrumentalnej na przykładzie wybranych kompozytorów. Stopień doktora habilitowanego otrzymał w 2019 roku za pracę obejmującą nagranie płyty z angielską muzyką kościelną - English Church Music - płyta CD. W latach 2020-2024 pełnił funkcję kierownika Katedry Muzyki Kościelnej Akademii Muzycznej im. Krzysztofa Pendereckiego w Krakowie. Od września 2024 jest prodziekanem Wydziału Twórczości, Interpretacji i Edukacji Muzycznej tejże uczelni.

### Działalność artystyczna
Od października 2008 roku jest organistą w sanktuarium Bożego Miłosierdzia w Krakowie-Łagiewnikach, a od lipca 2015 jest również organistą w bazylice Mariackiej w Krakowie. Jest założycielem (2008/2009) i dyrygentem chóru sanktuarium Bożego Miłosierdzia pod nazwą Musica ex Anima, oraz Orkiestry Symfonicznej Sanktuarium Bożego Miłosierdzia (2017). Na przełomie 2017 i 2018 założył zespół wokalny Capella Marialis działający przy bazylice Mariackiej. Współpracuje również jako dyrygent z zespołem Collegium Palestrinae specjalizującym się w muzyce dawnej oraz z chórem Górecki Chamber Choir, którego repertuar obejmuje głównie muzykę współczesną.
Jest autorem kilkunastu utworów, w tym: O Crux (2014) na chór mieszany a capella, Godzina Miłosierdzia (2017) na chór, orkiestrę symfoniczną i baryton solo, Preludium, Adagietto i Tocatta (2018) na orkiestrę symfoniczną i organy oraz cyklu Freski Mariackie, na który składają się antyfony maryjne wypisane przez Jana Matejkę na murach bazyliki Mariackiej w Krakowie: Ave Maria (2016), Sub Tuum praesidium (2020), Salve Regina (2023) i Ave Regina caelorum (2023). Ponadto skomponował muzykę do dwóch pieśni kościelnych zawartych w Śpiewniku Siedleckiego - Gdy pasterze już odeszli oraz Oddany Maryi.
Od 2017 pełni funkcję rzeczoznawcy Ministra Kultury i Dziedzictwa Narodowego w specjalizacji organy piszczałkowe.

### Organmistrzostwo
Po ukończeniu studiów został powołany przez kard. Stanisława Dziwisza do Archidiecezjalnej Komisji ds. Muzyki Kościelnej, w ramach której brał udział w kilkudziesięciu remontach i przebudowach organów w archidiecezji krakowskiej. Koordynował również proces budowy organów w sanktuarium Bożego Miłosierdzia w Krakowie. Ostatecznie, firma Zych stworzyła 73-głosowy instrument wykonany według jego koncepcji. Krzysztof Michałek nadzorował również proces budowy nowych, 62-głosowych organów w bazylice Mariackiej, a także odbudowę barokowych, 54-głosowych organów Michaela Englera w bazylice pw. św. Elżbiety we Wrocławiu.

## Dyskografia (wybór)
- CD Organy w kościele św. Barbary w Libiążu - Krzysztof Michałek - (Improwizacje organowe) - MKK CD 005 Kraków 2012[19];
- CD Miłosierdzie Boże w muzyce - (Śpiew gregoriański, J. R. Ahle, F. Durante, W. A. Mozart, H. J. Botor, W. Widłak, W. Kilar, K. Michałek) FSBM Kraków 2012[20];
- CD Cantate Domino in laetitia - (Ch. Gounod, M. Duruflé) - AM014 Kraków 2016[21];
- CD English Church Music - (W. Byrd, O. Gibbons, J. Ireland, H. Parry, H. Howells) AM023 Kraków 2019[22];
- CD Organy Bazyliki Bożego Miłosierdzia - (Improwizacje organowe, K. Michałek) - ARSO-CD-151 2019[23];
- CD Cappella Marialis Zespół wokalny Bazyliki Mariackiej w Krakowie - (W. z Szamotuł, M. Zieleński, J. Różycki, S. Moniuszko, W. Żeleński, F. Nowowiejski, K. Michałek) - ARSO-CD-163 2020[24];
- CD Canticum novum - (Śpiew gregoriański, Improwizacje organowe) - Jasna Góra 2021[25];
- CD Aus tiefer Not - (chorał protestancki, J. Kuhnau, M. Brosig, S. Karg-Elert, J. Brahms, M. Reger) - AMKP 035[26];
- CD Stadia vitae humanae - wyk. pracownicy Katedry Muzyki Kościelnej AMKP  na organach w kościele św. Elżbiety we Wrocławiu (J. S. Bach, H. J. Botor, G. Böhm, D. Buxtehude, J. F. Fasch, J. L. Krebs, G. Torelli, P. J. Vejvanowský) - AMKP 038[27]